# Björnhammarsjön
Björnhammarsjön är en sjö i Hallsbergs kommun i Närke och ingår i Motala ströms huvudavrinningsområde. Sjön har en area på 0,309 kvadratkilometer och ligger 99,2 meter över havet. Sjön avvattnas av vattendraget Emmaån (Boverkeån).

## Delavrinningsområde
Björnhammarsjön ingår i det delavrinningsområde (652783-147468) som SMHI kallar för Utloppet av Björnhammarsjön. Medelhöjden är 114 meter över havet och ytan är 25,63 kvadratkilometer. Räknas de 11 avrinningsområdena uppströms in blir den ackumulerade arean 211,07 kvadratkilometer. Emmaån (Boverkeån) som avvattnar avrinningsområdet har biflödesordning 3, vilket innebär att vattnet flödar genom totalt 3 vattendrag innan det når havet efter 75 kilometer. Avrinningsområdet består mestadels av skog (70 procent) och sankmarker (12 procent). Avrinningsområdet har 2,87 kvadratkilometer vattenytor vilket ger det en sjöprocent på 11,2 procent.